# Torneo Internacional de Clubes de la ACB, "Memorial Héctor Quiroga"
El Torneo Internacional de Clubes de Baloncesto (Torneo de la Asociación), fue una extinta competición internacional de clubes de baloncesto, de carácter masculino, organizada por la ACEB (Asociación de Clubes Españoles de Baloncesto, actualmente con las siglas ACB), aprobada por la FEB y denominado a partir de la segunda edición "Memorial Héctor Quiroga" (en homenaje al fallecido periodista), donde se enfrentaban los mejores equipos y campeones continentales del momento.
Aquel Torneo Internacional de Clubes de Baloncesto, disputado desde la tercera edición en la Real Villa de Puerto Real (Cádiz), fue el Torneo oficial organizado por la ACEB (ACB) que enfrentaba a los mejores equipos continentales, a modo de Supercopa europea del momento, y uno de los torneos más prestigiosos, en una época en la que el baloncesto iba creciendo y cambiando, sin que la recién nacida Supercopa de Europa FIBA (que apenas duró dos ediciones) se volviera a disputar. De esta manera, el Torneo Internacional de la ACB fue un precedente de la Supercopa de Europa FIBA de aquellos años.

## Historial
Torneo oficial organizado por la ACEB (actualmente con las siglas ACB), disputado entre cuatro contendientes de los mejores equipos del momento y cuyos participantes accedían por invitación (al igual que se hacía en el Mundial de Clubes) dentro de los principales campeones de la temporada anterior (ya fuese los campeones continentales o de los campeones de las mejores ligas del continente), siendo principalmente "los dos equipos que disputaran la final del play-off de Liga más dos equipos elegidos por el presidente de la ACB". Al Torneo solían acudir dos equipos españoles, siempre y cuando fueran campeones continentales o de su liga correspondiente (salvo excepciones), así como dos de los mejores equipos europeos del momento, principalmente campeones continentales o de sus respectivas ligas (invitando al subcampeón en caso de no poder acudir el campeón), en un enfrentamiento a modo de "liguilla", jugando tres partidos cada equipo y cuya victoria sumaba dos puntos al equipo ganador.
De esta manera, un organismo español, en este caso la ACEB, daba lugar a un Torneo Internacional, que enfrentaba a los campeones continentales de clubes de la temporada anterior a modo de supercopa europea. Además, teniendo en cuenta, que en baloncesto no había una Supercopa de Europa propiamente dicha organizada por FIBA (salvo en dos ediciones de un experimento que no tuvo continuidad). Aunque el Torneo de la ACEB, que en ocasiones se disputaba con la temporada ya comenzada, con los años, ya en Puerto Real, se fue desdibujando en un Torneo oficial de verano de la ACEB, hecho que hace que se considere erróneamente un torneo de verano, pero cuyo título era oficial, aunque fue languideciendo y redefiniéndose hasta desaparecer, hasta el punto de caer, a día de hoy, en el olvido.
En este torneo oficial de la ACEB (ACB) en el que participaban los campeones continentales del momento, o bien de las principales ligas, se invitaría en algunas ediciones a equipos NBA, como Boston Celtics o los Clevelans Cavaliers (que finalmente no pudieron acudir a la cita), con la intención de hacer una verdadera competición internacional cuando todavía no se disputaba el Open McDonald's, tan solo se disputaba el Mundial de Clubes de Baloncesto (anteriormente denominado Copa Intercontinental de Baloncesto con otro formato y cuya primera edición sirvió como punto de arranque del prestigioso Torneo Internacional de Navidad, que estaba organizado por la FIBA, la RFEB y el Real Madrid).
No hay que confundir el Torneo Internacional ACEB (disputado a comienzo de temporada), con el Trofeo ACEB (solo entre españoles y coincidiendo con los "Play-off" de la competición de Liga, compitiendo con los cuatro eliminados del "Play-off" de clasificación de octavos y los cuatro eliminados del "Play off" de cuartos, empezándose a disputar en la temporada 1985/86).
Las temporadas del Torneo Internacional de Clubes de la ACEB (Torneo de la ACEB / Torneo de la Asociación), denominado también "Memorial Héctor Quiroga" (en homenaje al célebre periodista fallecido, como reconocimiento unánime del mundo del baloncesto), y celebrado desde la tercera edición en Puerto Real (Cádiz), se reflejan a continuación:

## 1983/84
En la temporada 1983/84 la ACEB organizó en Barcelona los días 2, 3 y 4 de septiembre de 1983 un Torneo Internacional de Clubes (correspondiente al II Torneo Ciudad de Barcelona -Torneig Internacional de Básquet Ciutat de Barcelona-, ya que la temporada anterior se celebró un Torneo Internacional de Selecciones en Barcelona) con F. C. Barcelona (Subcampeón de la Copa de Europa), Real Madrid C. F. (Campeón de la Recopa de Europa y de la Liga de España), el Virtus Roma -Banco Roma- (Campeón de la Copa de Europa y de Liga de Italia) y el Bosna Sarajevo (Campeón de Liga de Yugoslavia), y que el F. C. Barcelona acabó proclamándose campeón.
| Fecha    | Sede      | Pabellón                       | Equipo         | Resultado | Equipo         |
| -------- | --------- | ------------------------------ | -------------- | --------- | -------------- |
| 2/9/1983 | Barcelona | Pabellón Municipal de Deportes | F.C. Barcelona | 77 - 67   | Virtus Roma    |
| 2/9/1983 | Barcelona | Pabellón Municipal de Deportes | Real Madrid    | 96 - 109  | Bosna Sarajevo |
| 3/9/1983 | Barcelona | Pabellón Municipal de Deportes | F.C. Barcelona | 104 - 94  | Bosna Sarajevo |
| 3/9/1983 | Barcelona | Pabellón Municipal de Deportes | Real Madrid    | 94 - 101  | Virtus Roma    |
| 4/9/1983 | Barcelona | Pabellón Municipal de Deportes | F.C. Barcelona | 82 - 69   | Real Madrid    |
| 4/9/1983 | Barcelona | Pabellón Municipal de Deportes | Bosna Sarajevo | 89 - 109  | Virtus Roma    |

### Clasificación
- 1.º  F.C. Barcelona
- 2.º  Pallacanestro Virtus Roma
- 3.º  Bosna Sarajevo
- 4.º  Real Madrid

- Organizado por la ACB (con la colaboración del Ayuntamiento de Barcelona).
- Sponsor: Schwepes (Trofeo Schwepes).

## 1984/85
En Madrid del 21 al 23 de septiembre de 1984, se organizó el II Torneo Internacional , sirvió como I "Memorial Héctor Quiroga", periodista, que tras su fallecimiento, recibió el reconocimiento unánime del mundo del baloncesto, traducido en la celebración de un Torneo Internacional de Clubes rebautizado con su nombre. Y en cuya edición participarían el Real Madrid C. F. (Campeón de la Recopa de Europa y de la Liga de España), el Pau Orthez (Campeón de la Copa Korac), además de dos de los mejores equipos del momento, el Virtus Pallacanestro Bolognia -Granarolo de Bolonia- (Campeón de Liga de Italia) y el Juvecaserta -Indesit Caserta- (Subcampeón de la Liga Italiana ante la ausencia del Campeón de Europa). El Real Madrid C. F. venciendo los tres partidos, acabó proclamándose campeón de esta competición oficial organizada por la ACB, siendo precursora en concepto de la Supercopa de Europa de baloncesto. Aunque esta competición se fue difuminando, reconvertida en un torneo veraniego de carácter oficial, organizado por la ACB, trasladándose a la localidad de Puerto Real (Cádiz).
| Fecha     | Sede   | Pabellón                        | Equipo      | Resultado | Equipo                        |
| --------- | ------ | ------------------------------- | ----------- | --------- | ----------------------------- |
| 21/9/1984 | Madrid | Polideportivo Antonio Magariños | Real Madrid | 102 - 97  | Juvecaserta                   |
| 21/9/1984 | Madrid | Polideportivo Antonio Magariños | Pau Orthez  | 105 - 93  | Virtus Pallacanestro Bolognia |
| 22/3/1984 | Madrid | Polideportivo Antonio Magariños | Real Madrid | 95 - 75   | Pau Orthez                    |
| 22/9/1984 | Madrid | Polideportivo Antonio Magariños | Juvecaserta | 102 - 78  | Virtus Pallacanestro Bolognia |
| 23/9/1984 | Madrid | Polideportivo Antonio Magariños | Real Madrid | 91 - 85   | Virtus Pallacanestro Bolognia |
| 23/9/1984 | Madrid | Polideportivo Antonio Magariños | Pau Orthez  | 76 - 75   | Juvecaserta                   |

### Clasificación
- 1.º  Real Madrid
- 2.º  Pau Orthez
- 3.º  Juvecaserta
- 4.º  Virtus Pallacanestro Bolognia
- Mejor Jugador: Robinson (Real Madrid).
- Trofeo Mayor Deportividad: Corbalán (Real Madrid).
- Quinteto Ideal: Robinson (Real Madrid), Hufnal (Pau Orthez), Jackson (Real Madrid), Oscar (Caserta), Rolle (Bologna).

- Organizado por la ACB.
- Patrocinado por la Comunidad Autónoma de Madrid.
- Sponsor: Winston (Trofeo Winston).

## 1985/86
En la III edición del Torneo Internacional, ya en Puerto Real como Torneo Internacional de Baloncesto Real Villa de Puerto Real (II Memorial Héctor Quiroga), ganó un combinado americano, como selección universitaria americana (Winston All Star), ante la ausencia de última hora de los Cleveland Cavaliers (uno de los principales equipos NBA), que había sido invitada para revalorizar y dar más espectáculo a este Torneo Internacional de clubes europeos, organizada por la ACB, ante la ausencia de los campeones continentales; siendo la única edición en la que se invitaría a un equipo de fuera del continente. De esta manera, se enfrentaría a Olimpia Milano -Simac Milan- (Campeón de la Liga de Italia), CSP Limoges (Campeón de la Liga de Francia) y Real Madrid (Campeón de la Liga de España), enfrentando a los campeones de las mejores ligas. En esta edición se celebraría el torneo en la localidad de Puerto Real (Cádiz), donde un año antes se había disputado un Torneo Internacional de Selecciones con Israel, Polonia, URSS y España (1984).
| Fecha    | Sede                | Pabellón                          | Equipo           | Resultado | Equipo           |
| -------- | ------------------- | --------------------------------- | ---------------- | --------- | ---------------- |
| 6/9/1985 | Puerto Real (Cádiz) | Pabellón Municipal de Puerto Real | Real Madrid      | 120 - 105 | Winston All Star |
| 6/9/1985 | Puerto Real (Cádiz) | Pabellón Municipal de Puerto Real | CSP Limoges      | 105 - 93  | Olimpia Milano   |
| 7/9/1985 | Puerto Real (Cádiz) | Pabellón Municipal de Puerto Real | Real Madrid      | 79 - 80   | CSP Limoges      |
| 7/9/1985 | Puerto Real (Cádiz) | Pabellón Municipal de Puerto Real | Winston All Star | 98 - 83   | Olimpia Milano   |
| 8/9/1985 | Puerto Real (Cádiz) | Pabellón Municipal de Puerto Real | Real Madrid      | 90 - 100  | Olimpia Milano   |
| 8/9/1985 | Puerto Real (Cádiz) | Pabellón Municipal de Puerto Real | Winston All Star | 101 - 97  | CSP Limoges      |

### Clasificación
- 1.º  Winston All Star
- 2.º  CSP Limoges
- 3.º  Olimpia Milano
- 4.º  Real Madrid

- Organizado por la ACB y el Excm. Ayuntamiento de la Real Villa de Puerto Real.
- Sponsor: Winston (Trofeo Winston).

## 1986/87
Y en la siguiente edición del IV Torneo Internacional (III Memorial Héctor Quiroga), venció el F. C. Barcelona (Campeón de la Recopa de Europa) en la final frente al Real Madrid (Campeón de la Liga de España), en una edición en la que también participarían Cibona de Zagreb (Campeón de la Copa de Europa) y Olimpia Milano -Tracer Milan- (Campeón de la Liga de Italia).
Un mes después (7/10/86 y 29/10/86) se volverían a enfrentar el campeón de la Copa de Europa y el campeón de la Recopa de Europa en una Supercopa de Europa organizada por FIBA, a modo de experimento, que terminaría conquistando el F. C. Barcelona.
| Fecha    | Sede                | Pabellón                          | Equipo         | Resultado | Equipo         |
| -------- | ------------------- | --------------------------------- | -------------- | --------- | -------------- |
| 5/9/1986 | Puerto Real (Cádiz) | Pabellón Municipal de Puerto Real | Real Madrid    | 97 - 84   | KK Cibona      |
| 5/9/1986 | Puerto Real (Cádiz) | Pabellón Municipal de Puerto Real | F.C. Barcelona | 100 - 91  | Olimpia Milano |
| 6/9/1986 | Puerto Real (Cádiz) | Pabellón Municipal de Puerto Real | F.C. Barcelona | 107 - 103 | KK Cibona      |
| 6/9/1986 | Puerto Real (Cádiz) | Pabellón Municipal de Puerto Real | Real Madrid    | 97 - 85   | Olimpia Milano |
| 7/9/1986 | Puerto Real (Cádiz) | Pabellón Municipal de Puerto Real | F.C. Barcelona | 97 - 87   | Real Madrid    |
| 7/9/1986 | Puerto Real (Cádiz) | Pabellón Municipal de Puerto Real | KK Cibona      | 100 - 76  | Olimpia Milano |

### Clasificación
- 1.º  F.C. Barcelona
- 2.º  Real Madrid
- 3.º  KK Cibona
- 4.º  Olimpia Milano

- Organizado por la ACB y el Excm. Ayuntamiento de la Real Villa de Puerto Real.
- Sponsor: Winston (Trofeo Winston).

## 1987/88
En el V Torneo Internacional de Puerto Real-ACB (IV Memorial Héctor Quiroga), ganada por la Cibona de Zagreb (Campeón de la Recopa de Europa) venciendo en la final al Joventut de Badalona (subcampeón de la Liga de España), en una edición que también participarían Olimpia Milano -Tracer- (Campeón de la Copa de Europa y de la Liga de Italia) y F. C. Barcelona (Campeón de la Copa Korac y de la Liga de España).
| Fecha     | Sede                | Pabellón                          | Equipo               | Resultado | Equipo               |
| --------- | ------------------- | --------------------------------- | -------------------- | --------- | -------------------- |
| 29/8/1987 | Puerto Real (Cádiz) | Pabellón Municipal de Puerto Real | F. C. Barcelona      | 88 - 96   | KK Cibona            |
| 29/8/1987 | Puerto Real (Cádiz) | Pabellón Municipal de Puerto Real | Joventut de Badalona | 102 - 89  | Olimpia Milano       |
| 30/8/1987 | Puerto Real (Cádiz) | Pabellón Municipal de Puerto Real | F.C. Barcelona       | 82 - 74   | Joventut de Badalona |
| 30/8/1987 | Puerto Real (Cádiz) | Pabellón Municipal de Puerto Real | KK Cibona            | 95 - 88   | Olimpia Milano       |
| 31/8/1987 | Puerto Real (Cádiz) | Pabellón Municipal de Puerto Real | Joventut de Badalona | 85 - 90   | KK Cibona            |
| 31/8/1987 | Puerto Real (Cádiz) | Pabellón Municipal de Puerto Real | F.C. Barcelona       | 89 - 87   | Olimpia Milano       |

### Clasificación
- 1.º  KK Cibona
- 2.º  F. C. Barcelona
- 3.º  Joventut de Badalona
- 4.º  Olimpia Milano

- Organizado por la ACB y el Excm. Ayuntamiento de la Real Villa de Puerto Real.
- Sponsor: Winston (Trofeo Winston).

## 1988/89
Posteriormente el Real Madrid (Campeón de la Copa Korac) ganaría el título nuevamente en la temporada 1988/89 del VI Torneo Internacional (V Memorial Héctor Quiroga), venciendo a la KK Split -Jugoplastika Split-(Campeón de la Copa de Europa y la Liga de Yugoslavia), mientras que el CSKA Moscú (Campeón Liga URSS) se impuso en la final de consolación al F. C. Barcelona (Campeón de Liga de España).
| Fecha      | Sede                | Pabellón                          | Equipo          | Resultado | Equipo      |
| ---------- | ------------------- | --------------------------------- | --------------- | --------- | ----------- |
| 11/10/1988 | Puerto Real (Cádiz) | Pabellón Municipal de Puerto Real | F. C. Barcelona | 83 - 86   | KK Split    |
| 11/10/1988 | Puerto Real (Cádiz) | Pabellón Municipal de Puerto Real | Real Madrid     | 82 - 79   | CSKA Moscú  |
| 12/10/1988 | Puerto Real (Cádiz) | Pabellón Municipal de Puerto Real | F. C. Barcelona | 81 - 86   | Real Madrid |
| 12/10/1988 | Puerto Real (Cádiz) | Pabellón Municipal de Puerto Real | KK Split        | 107 - 90  | CSKA Moscú  |
| 13/10/1988 | Puerto Real (Cádiz) | Pabellón Municipal de Puerto Real | F. C. Barcelona | 85 - 90   | CSKA Moscú  |
| 13/10/1988 | Puerto Real (Cádiz) | Pabellón Municipal de Puerto Real | Real Madrid     | 95 - 881. | KK Split    |

### Clasificación
- 1.º  Real Madrid
- 2.º  KK Split
- 3.º  CSKA Moscú
- 4.º  F. C. Barcelona
- Mejor Jugador: Petrovic (Real Madrid).
- Mejor Lanzador de Triples: Sretenovic (KK Split).

Nota 1: Después de una prórroga.
- Organizado por la ACB y el Excm. Ayuntamiento de la Real Villa de Puerto Real.

## 1989/90
En la temporada 1989/90 correspondiente al VII Torneo Internacional (VI Memorial Héctor Quiroga), se enfrentaron Real Madrid (Campeón de la Recopa de Europa), F. C. Barcelona (Campeón de Liga Española), KK Split -Jugoplástika Split-(Campeón de la Copa de Europa y de la Liga Yugoslava) y Olimpia Milano (Campeón de la Liga de Italia), venciendo el equipo blanco en la final frente al conjunto italiano tras una emocionante prórroga.
Poco después (los días 26 de septiembre y 3 de octubre) se deberían haber enfrentado nuevamente el campeón de la Copa de Europa y el campeón de la Recopa de Europa en lo que debería haber sido la segunda edición de la Supercopa de Europa FIBA, no disputada finalmente por la no comparecencia y negativa del conjunto yugoslavo de disputar el encuentro de esta joven competición que no tendría continuidad. Curiosamente se volverían a enfrentar ambos equipos en diciembre con motivo del Torneo de Navidad (al amparo del Comité de Actividades Internacionales de la FIBA), con victoria del equipo yugoslavo.
| Fecha      | Sede                | Pabellón                          | Equipo          | Resultado  | Equipo         |
| ---------- | ------------------- | --------------------------------- | --------------- | ---------- | -------------- |
| 8/9/1989   | Puerto Real (Cádiz) | Pabellón Municipal de Puerto Real | F. C. Barcelona | 101 - 113  | Olimpia Milano |
| 8/9/1989   | Puerto Real (Cádiz) | Pabellón Municipal de Puerto Real | Real Madrid     | 72 - 71    | KK Split       |
| 9/10/1989  | Puerto Real (Cádiz) | Pabellón Municipal de Puerto Real | F. C. Barcelona | 75 - 86    | Real Madrid    |
| 9/10/1989  | Puerto Real (Cádiz) | Pabellón Municipal de Puerto Real | KK Split        | 99 - 95    | Olimpia Milano |
| 10/10/1989 | Puerto Real (Cádiz) | Pabellón Municipal de Puerto Real | Real Madrid     | 124 - 1172 | Olimpia Milano |
| 10/10/1989 | Puerto Real (Cádiz) | Pabellón Municipal de Puerto Real | F. C. Barcelona | 83 - 88    | KK Split       |

### Clasificación
- 1.º  Real Madrid
- 2.º  KK Split
- 3.º  Olimpia Milano
- 4.º  F. C. Barcelona

Nota 2: Después de una prórroga.
- Organizado por la ACB y el Excm. Ayuntamiento de la Real Villa de Puerto Real.

## 1990/91
En la edición 1990/91 correspondiente al VIII Torneo Internacional (VII Memorial Héctor Quiroga) se impuso en la final el KK Split -Pop 84- (Campeón Copa de Europa y de la Liga Yugoslava) al F. C. Barcelona (Subcampeón de la Copa de Europa y campeón de Liga de España), en una edición que también participaron Joventut de Badalona (Campeón de la Copa Korac), y uno de los conjuntos más poderos del momento Maccabi Tel Aviv (Campeón de la Liga de Israel).
| Fecha    | Sede                | Pabellón                          | Equipo               | Resultado | Equipo           |
| -------- | ------------------- | --------------------------------- | -------------------- | --------- | ---------------- |
| 7/9/1990 | Puerto Real (Cádiz) | Pabellón Municipal de Puerto Real | Joventut de Badalona | 77 - 81   | KK Split         |
| 7/9/1990 | Puerto Real (Cádiz) | Pabellón Municipal de Puerto Real | F. C. Barcelona      | 81 - 89   | Maccabi Tel Aviv |
| 8/9/1990 | Puerto Real (Cádiz) | Pabellón Municipal de Puerto Real | Joventut de Badalona | 90 - 83   | F. C. Barcelona  |
| 8/9/1990 | Puerto Real (Cádiz) | Pabellón Municipal de Puerto Real | KK Split             | 94 - 81   | Maccabi Tel Aviv |
| 9/9/1990 | Puerto Real (Cádiz) | Pabellón Municipal de Puerto Real | F. C. Barcelona      | 77 - 80   | KK Split         |
| 9/9/1990 | Puerto Real (Cádiz) | Pabellón Municipal de Puerto Real | Joventut de Badalona | 113 - 99  | Maccabi Tel Aviv |

### Clasificación
- 1.º  KK Split
- 2.º  Joventut de Badalona
- 3.º  Maccabi Tel Aviv
- 4.º  F. C. Barcelona

- Organizado por la ACB y el Excm. Ayuntamiento de la Real Villa de Puerto Real (Patronato Municipal de Servicios Socio-Culturales).

## 1991/92
En 1991/92, la edición del IX Torneo Internacional (VIII Memorial Héctor Quiroga), Maccabi Tel Aviv (Campeón de Liga de Israel) se impuso en la gran final al Joventut de Badalona (Campeón de Liga de España), en una edición que también participarían F. C. Barcelona (Subcampeón de la Copa de Europa y subcampeón de Liga de España) y KK Split -Slobodna de Dalmacia- (Campeón de la Copa de Europa).
| Fecha    | Sede                | Pabellón                          | Equipo               | Resultado | Equipo           |
| -------- | ------------------- | --------------------------------- | -------------------- | --------- | ---------------- |
| 6/9/1991 | Puerto Real (Cádiz) | Pabellón Municipal de Puerto Real | Joventut de Badalona | 75 - 73   | KK Split         |
| 6/9/1991 | Puerto Real (Cádiz) | Pabellón Municipal de Puerto Real | F. C. Barcelona      | 64 - 77   | Maccabi Tel Aviv |
| 7/9/1991 | Puerto Real (Cádiz) | Pabellón Municipal de Puerto Real | Joventut de Badalona | 77 - 71   | F. C. Barcelona  |
| 7/9/1991 | Puerto Real (Cádiz) | Pabellón Municipal de Puerto Real | KK Split             | 71 - 99   | Maccabi Tel Aviv |
| 8/9/1991 | Puerto Real (Cádiz) | Pabellón Municipal de Puerto Real | F.C. Barcelona       | 68 - 65   | KK Split         |
| 8/9/1991 | Puerto Real (Cádiz) | Pabellón Municipal de Puerto Real | Joventut de Badalona | 74 - 83   | Maccabi Tel Aviv |

### Clasificación
- 1.º  Maccabi Tel Aviv
- 2.º  Joventut de Badalona
- 3.º  KK Split
- 4.º  F. C. Barcelona

Organizado por la ACB y el Excm. Ayuntamiento de la Real Villa de Puerto Real (Patronato Municipal de Servicios Socio-Culturales).

## El fin del Torneo
En la temporada 1992/93, tras los Juegos Olímpicos de Barcelona´92, no se llegaría finalmente a un acuerdo de fechas y el Torneo terminaría por no volver a disputarse en años venideros, tras perder el esplendor y el interés de antaño, a pesar de estar programado en los estatutos de la ACB de la temporada 1993/94. De esta forma, se canceló definitivamente este torneo oficializado por la ACB. Además la Cibona de Zagreb jugó una temporada en Puerto Real (1991/92) la Liga Europa (la Copa de Europa), debido a los graves problemas sociopolíticos que atravesaba su país, y aprovechando el marco idóneo donde se celebraban uno de los Torneos más prestigiosos que concentraba a los mejores equipos europeos del momento.

## Palmarés
| Año  | Campeón          | Sede        | TORNEO INTERNACIONAL DE CLUBES                                    | Organiza |
| ---- | ---------------- | ----------- | ----------------------------------------------------------------- | -------- |
| 1983 | FC Barcelona     | Barcelona   | I Torneo Internacional de Clubes (II Torneo Ciudad de Barcelona)  | ACB      |
| 1984 | Real Madrid      | Madrid      | II Torneo Internacional de Clubes (I Memorial Héctor Quiroga)     | ACB      |
| 1985 | Winston All Star | Puerto Real | III Torneo Internacional de Clubes (II Memorial Héctor Quiroga)   | ACB      |
| 1986 | FC Barcelona     | Puerto Real | IV Torneo Internacional de Clubes (III Memorial Héctor Quiroga)   | ACB      |
| 1987 | Cibona           | Puerto Real | V Torneo Internacional de Clubes (IV Memorial Héctor Quiroga)     | ACB      |
| 1988 | Real Madrid      | Puerto Real | VI Torneo Internacional de Clubes (V Memorial Héctor Quiroga)     | ACB      |
| 1989 | Real Madrid      | Puerto Real | VII Torneo Internacional de Clubes (VI Memorial Héctor Quiroga)   | ACB      |
| 1990 | KK Split         | Puerto Real | VIII Torneo Internacional de Clubes (VII Memorial Héctor Quiroga) | ACB      |
| 1991 | Maccabi Tel Aviv | Puerto Real | IX Torneo Internacional de Clubes (VIII Memorial Héctor Quiroga)  | ACB      |

| Club                 | Títulos | Años             | Subcampeonatos | Años       |
| -------------------- | ------- | ---------------- | -------------- | ---------- |
| Real Madrid          | 3       | 1984, 1988, 1989 | 1              | 1986       |
| FC Barcelona         | 2       | 1983, 1986       | 1              | 1987       |
| KK Split             | 1       | 1990             | 2              | 1988, 1989 |
| Winston All-Star     | 1       | 1985             |                |            |
| Cibona               | 1       | 1987             |                |            |
| Maccabi Tel Aviv     | 1       | 1991             |                |            |
| Joventut de Badalona |         |                  | 2              | 1990, 1991 |
| Virtus Roma          |         |                  | 1              | 1983       |
| Pau Orthez           |         |                  | 1              | 1984       |
| CSP Limoges          |         |                  | 1              | 1985       |